# Маламо (Козенца)
Маламо је насеље у Италији у округу Козенца, региону Калабрија.
Према процени из 2011. у насељу је живело 35 становника. Насеље се налази на надморској висини од 561 м.